# 631 г. пр.н.е.

## Събития

### В Азия

#### В Асирия
- Цар на Асирия е Ашурбанипал (669/8 – 627 г. пр.н.е.).[1]
- Цар Кандалану (648/7 – 627 г. пр.н.е.) управлява Вавилон като подчинен на асирийския цар.[2]
- От тази година е последнoто запазено писмено сведение, че Ашурбанипал е все още цар на Нипур, поради което съществува хипотеза, че царят се е оттеглил от престола около тази година, но тя се оспорва.[2]

#### В Мала Азия
- Според Евсевий Кесарийски около тази година е основана колонията Синопе, но тази датировка е предмет на оспорване и дискусии.[3]

### В Африка

#### В Египет
- Псаметих (664 – 610 г. пр.н.е.) е фараон на Египет.[4][5]

#### В Киренайка
- Преселници от остров Тера основават колонията Кирена.[6] Владетел на новото селище и земите му става Бат I (ок. 631 – 599 г. пр.н.е.).